# Söllichau
Söllichau is een ortsteil van de stad Bad Schmiedeberg in de Duitse deelstaat Saksen-Anhalt. Het dorp ligt tussen de stadjes Bad Düben en Bad Schmiedeberg midden in de Dübener Heide. Sinds 1 juli 2009 behoort de tot dan zelfstandige gemeente tot Bad Schmiedeberg.

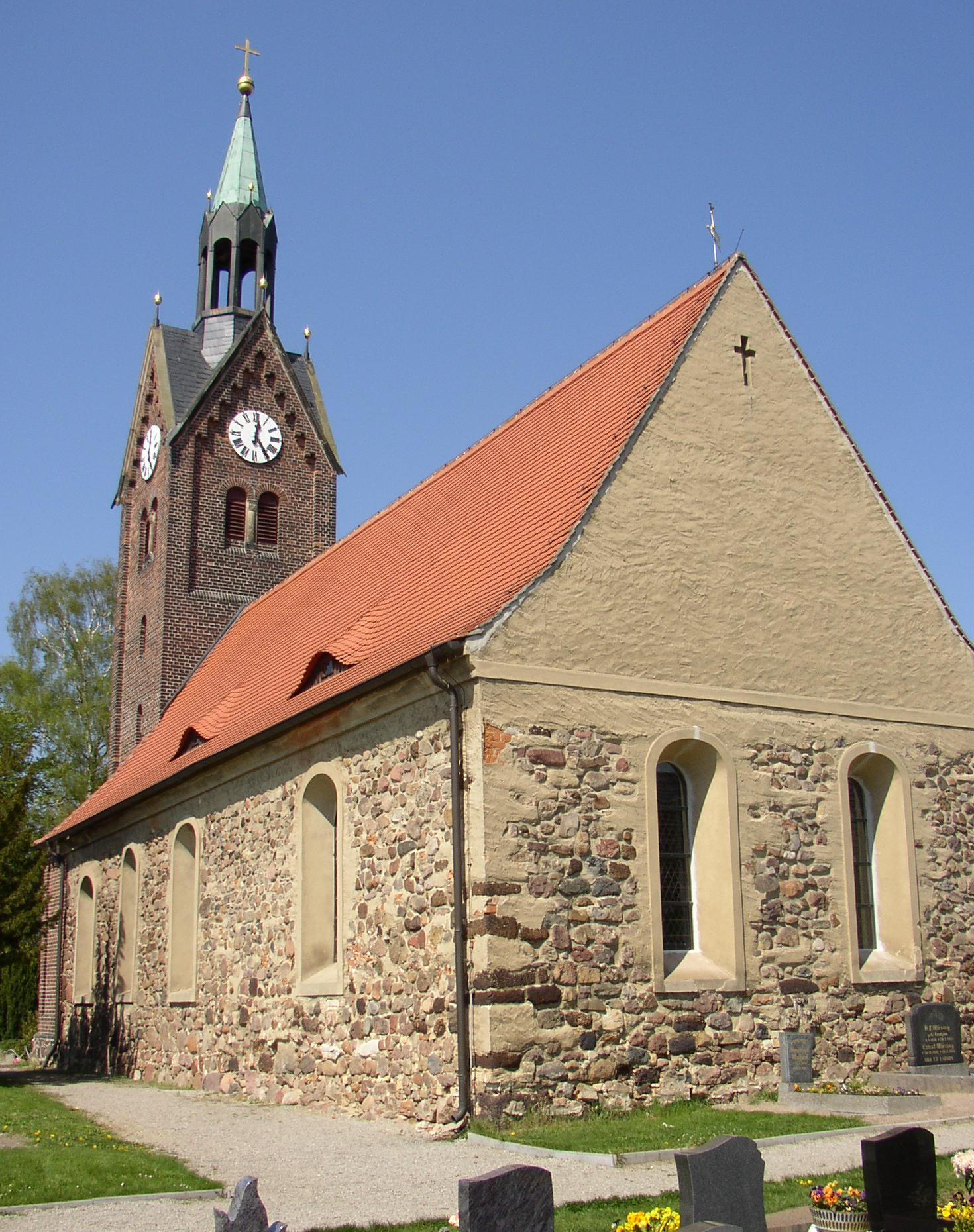
Kerk van Söllichau